# Stup

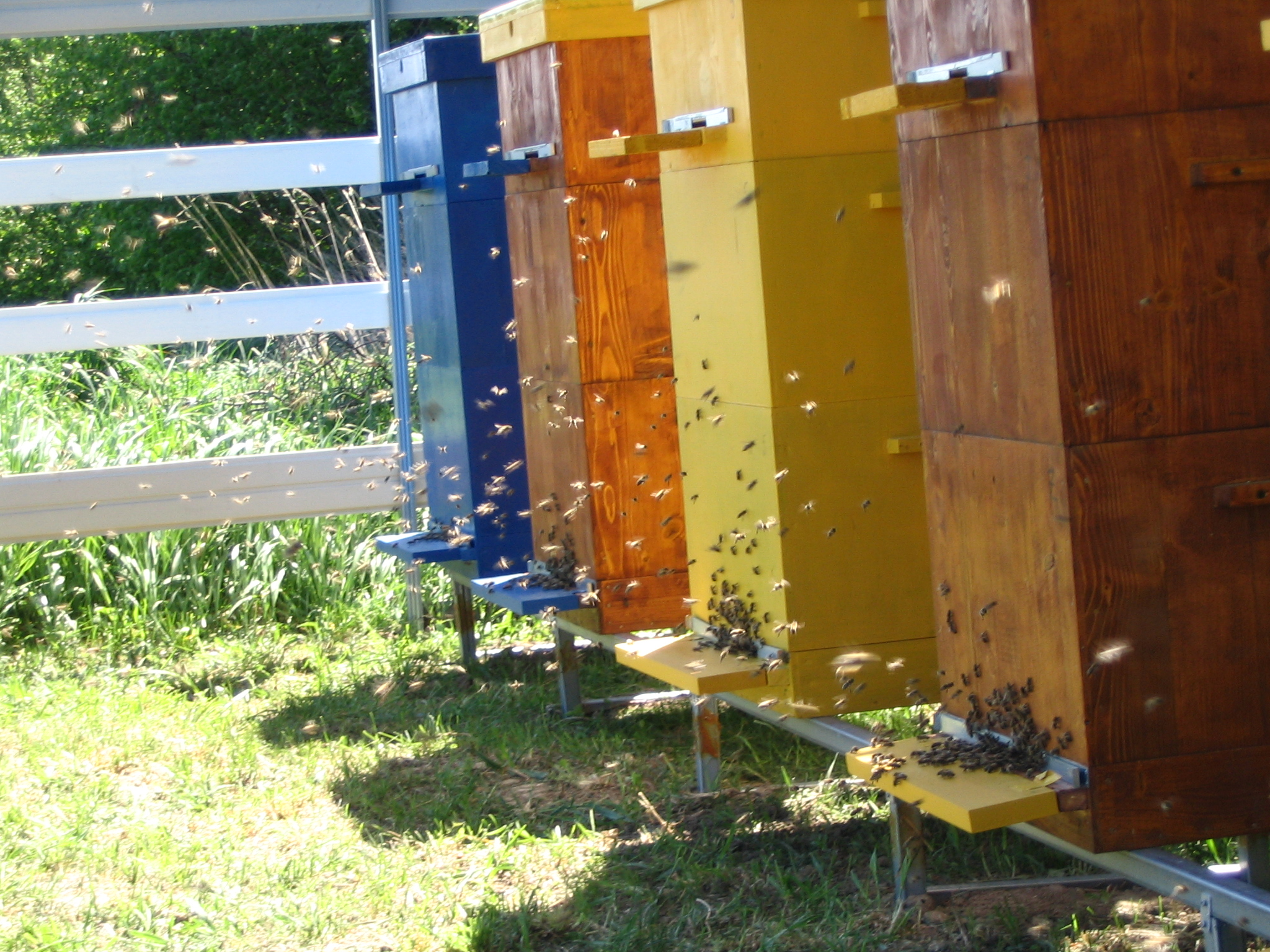
Stupi

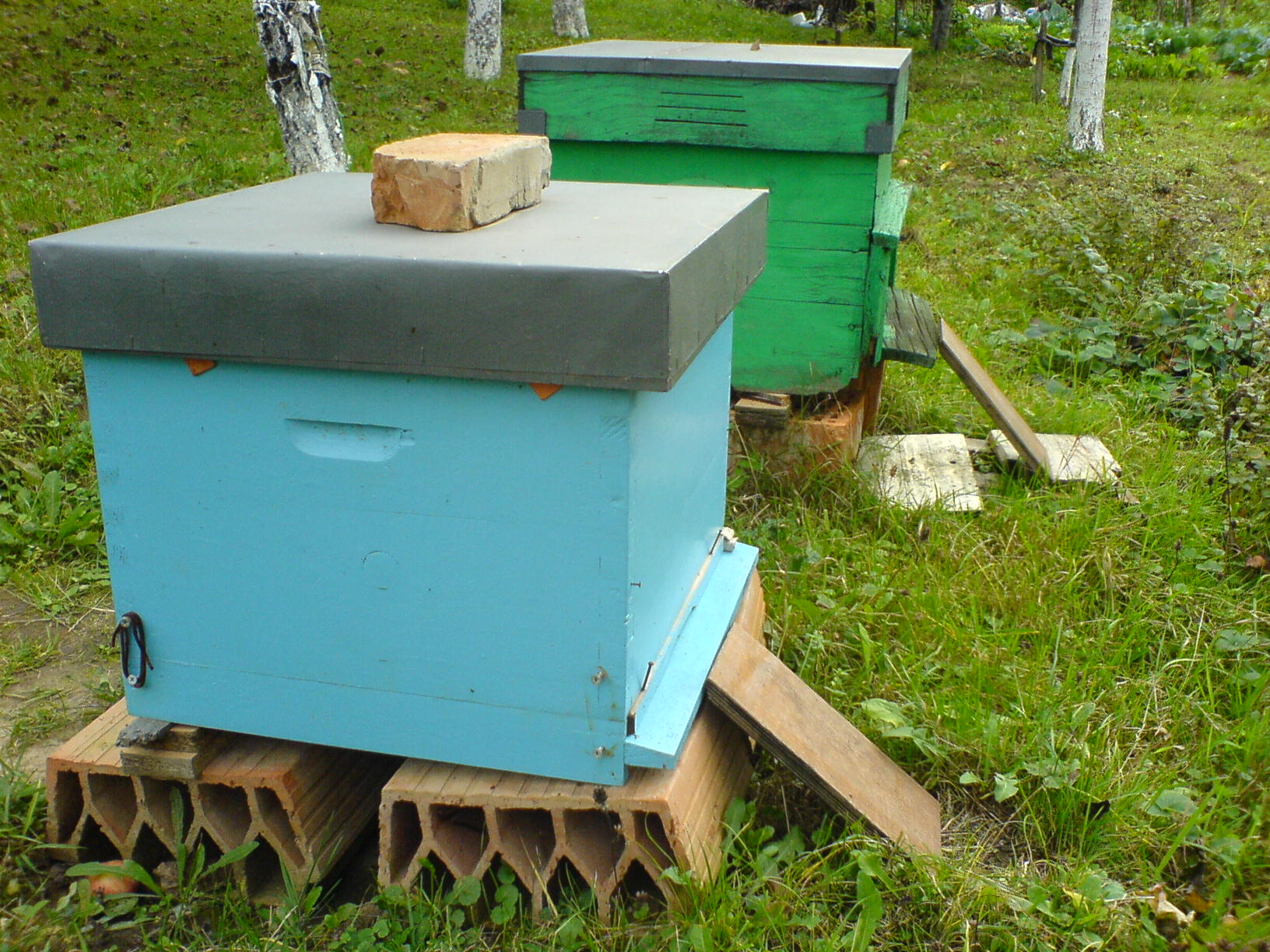
Stup

Stupul este cel mai important utilaj apicol ce are rol de adăpost pentru familia de albine, de depozit al rezervelor de hrană, recoltă și container pentru transportul albinelor. Mai multe specii de Apis trăiesc în colonii, dar pentru producția de miere Apis mellifera (albina de vest) și Apis cerana (albina de miere de est) sunt principalele specii păstrate în stupi.

## Istorie

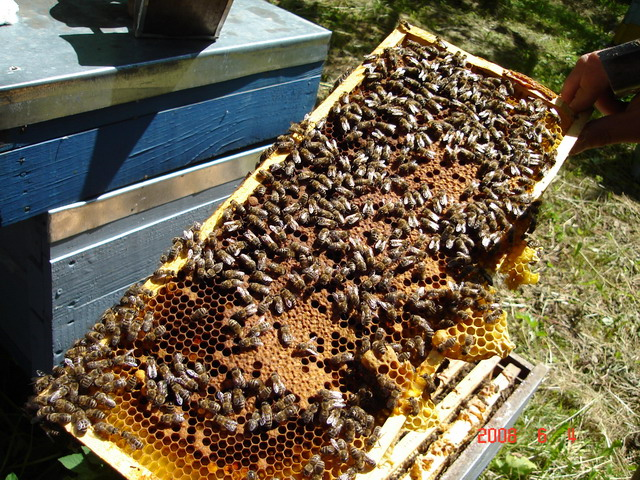

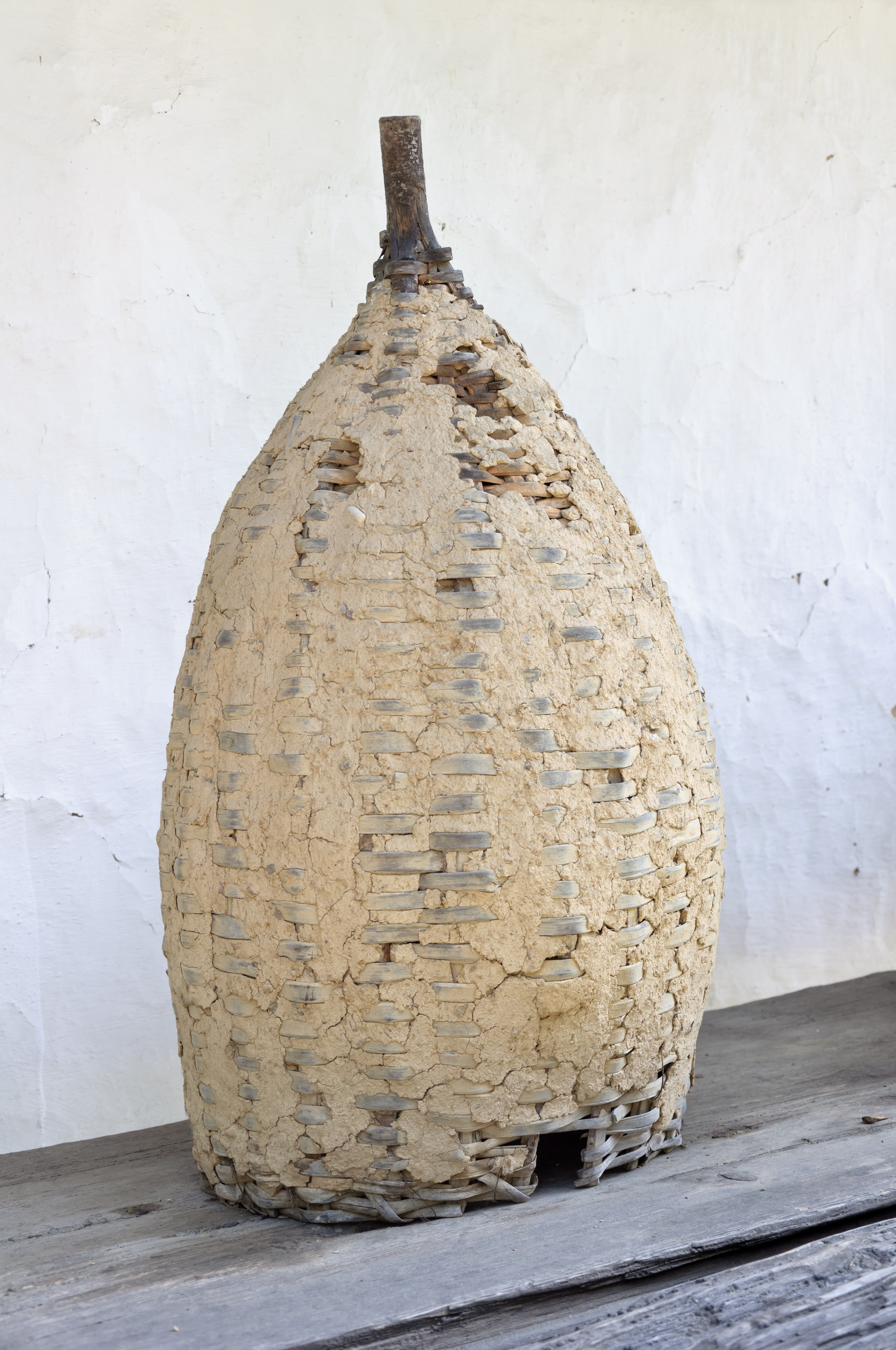
Tipul de stup tradițional - Muzeul Satului Branean, Bran.

În mediul natural albinele își clădesc cuiburile în scorburile din copaci, în crăpăturile din stânci, în peșteri sau în alte locuri ferite de vânt, ploaie sau arșița soarelui. În aceste locuri omul a descoperit bogăția strânsă de albine și a recoltat mierea distrugând familia.
Odată cu noua îndeletnicire omul s-a perfecționat continuu, mai întâi prin protejarea roilor găsiți în pădure, iar mai apoi a construit adăposturi primitive numite coșnițe-buduroaie, știubeie, etc. În aceste adăposturi albinele își construiesc cuibul din faguri de ceară, situați la distanțe egale unul față de altul, fixați de pereții adăpostului, la fel ca în natură. Recoltarea mierii era însoțită de distrugerea cuibului și astfel nu era posibilă dezvoltarea familiei de albine.
În anul 1814 este construit în Rusia de către Procopovici primul stup cu rame mobile. În construcția stupilor cu rame mobile s-au adus permanent îmbunătățiri astfel că stupii de azi reprezintă sinteza observațiilor făcute de apicultori de-a lungul generațiilor.

## Elementele caracteristice ale stupului
Elementele ce stau la baza construcției stupilor și a elaborării standardelor pentru stupi sunt următoarele:
-  Capacitatea stupului  este determinată de spațiul necesar dezvoltării familiei de albine în perioadele de vârf din lunile mai și iunie, de spațiul pentru depozitarea rezervelor de hrană (miere și păstură) și de spațiul pentru depozitarea recoltei.
-  Forma și dimensiunile ramei  sunt determinate de cerințele familiei de albine pentru formarea ghemului de iernare, de folosirea în condiții cât mai bune a căldurii din stup în perioadele friguroase și pe timpul iernii, de economisirea proviziilor de hrană și de posibilitatea de a crește o cantitate cât mai mare de puiet începând cu luna februarie și până în luna aprilie și după aceea. Pentru recoltă rama trebuie să asigure posibilitatea obținerii unei mieri de calitate superioară.
În producția de stupi din România s-a păstrat constantă lungimea ramei de 435 mm pentru toate tipurile de stupi. Ramele pentru cuib au înălțimea de 300 mm sau 230 mm iar ramele pentru recoltă au înălțimea de 162 mm.
-  Dimensiunea spațiilor de trecere pentru albine  sunt de 7,5 mm. S-a ajuns la concluzia că albinele astupă cu propolis culoarele sau spațiile mai mici de 6 mm sau completează cu ceară spațiile mai mari de 10 mm.
-  Distanța dintre axele fagurilor  este de 37 mm și a fost determinată prin măsurători efectuate în adăposturile naturale ale albinelor sau în adăposturile primitive cu faguri clădiți liber de către albine. Grosimea fagurilor cu puiet este de 25 mm, deci distanța între fagurii cu puiet este de 12 mm. Distanța dintre fagurii cu miere este mai mică.

## Tipuri de stupi
După forma stupilor, aceștia pot fi verticali, micști sau orizontali.

### Stup vertical
Prin modul lor de construcție aceștia valorifică felul de comportament al albinelor în condiții naturale și principiile ce stau la baza dezvoltării și activității productive a familiei de albine. Aceste principii sunt: dezvoltarea pe verticală a familiilor de albine, depozitarea rezervelor de hrană (miere și pastură) deasupra zonei de creștere a puietului, extinderea în sus a suprafeței de depunere a ouălor de către matcă.
Stupii verticali au ramele suprapuse în două sau mai multe rânduri, în interiorul aceleiași cutii sau în corpuri etajate, pot avea deschiderea deasupra sau lateral iar ramele din interior pot fi așezate în pat rece (perpendiculare pe peretele urdinișului) sau în pat cald (paralele cu peretele urdinișului). 
Stupul vertical se compune în special din următoarele componente: 
Fundul stupului care poate fi fund plin sau fund antivarroa în funcție de construcția lui, de asemenea acestea pot fi funduri fixe sau mobile. Fundul plin este format dintr-o tăblie de lemn care formează fundul propriu-zis și laterale pentru a-i conferi rezistentă. Fundul antivarroa este foarte folosit în ultimii ani în urma reglementărilor introduse și datorită nevoii de a lupta mai eficient împotriva dăunătorilor familiei de albine. Fundul antivarroa este format dintr-o ramă de lemn solidă peste care se prinde o plasă metalică cu găurele, e de preferat ca plasa metalică să acopere peste 90% din suprafața fundului.  
Fundul stupului este componenta cea mai predispusa la uzură astfel fundurile mobile sunt de preferat, putând fi înlocuite mai ușor și curățate la începutul și sfârșitul sezonului apicol.  
Cuibul și magazia stupului au dimensiunea prezentată în tabelul de mai jos.  
Podișorul stupului vertical poate fi plin sau cu sită pentru aerisire (ventilație). Acesta este format dintr-o ramă de lemn peste care se prinde placaj sau sită metalică în funcție de preferința apicultorului.  
Podișorul hrănitor este o variantă des utilizată, având scop atât pentru acoperirea ramelor de cuib sau magazie cât și utilizarea lui pentru completarea rezervei de hrană a familiei de albine de ori de câte ori este nevoie.  
Capacul stupului are înalțimea de 90 mm, având dimensiunea interioară mai mare decât a stupului, format dintr-o ramă de lemn peste care se prinde un placaj de 10 mm grosime și se acoperă cu tablă zincată, cu colțurile cositorite pentru a nu permite apei să se infiltreze.  

#### Stupul multietajat STAS 8128-68
A fost conceput de Langstroth și perfecționat de Root. Prin concepția lui satisface cerințele biologice ale albinelor și permite omului să dirijeze cu ușurință dezvoltarea familiei de albine.
Având în componența sa mai multe corpuri și un număr relativ mic de rame de dimensiune mijlocie (435 x 230 mm) face posibilă aplicarea unor metode care accelerează ritmul de creștere a familiilor de albine, depozitarea rezervelor de hrană și înmagazinarea recoltelor de calitate superioară.
Specific acestui tip de stup este inversarea corpurilor, adică operația prin care corpul superior în care s-a dezvoltat cuibul familiei se coboară pe fundul stupului și în locul său se așază corpul de jos cu fagurii goi. Se creează astfel o zonă în care matca are suficient spațiu pentru depunerea ouălor și se extinde cu ușurință creșterea puietului. În corpul de jos așezat pe fundul stupului, puietul va ecloza și va elibera celulele. Printr-o nouă inversare cuibul familiei ajunge iarăși jos asigurând spațiu pentru extinderea creșterii puietului în usu în corpul cu faguri goi.
Prin repetarea operației ori de câte ori este necesar creșterea puietului se extinde mereu în sus într-un ritm și pe o înălțime practic nelimitată.
Spațiile mici dintre ramele diferitelor corpuri permit o comunicare ușoară a albinelor în ghem, lucru deosebit de important în timpul iernii când albinele pot transmite ușor hrana de la un interval la altul.
Volumul stupului poate fi mărit prin adăugarea de corpuri după cantitatea de puiet depus de matcă. Aceasta nu perturbă dezvoltarea normală a familiei deoarece corpurile au volum mic.
În situații de cules intens, prin adăugarea de corpuri pe lângă dezvoltarea familiei se asigură și recolte bogate. Îngrijirea familiei de albine se face prin mânuirea corpurilor, fapt care reduce foarte mult munca în stupină.
Acest tip de stup are o construcție simplă unitară care satisface pe deplin cerințele biologice ale albinelor și permite omului să dirijeze cu ușurință dezvoltarea familiei de albine. Având ramele așezate în corpuri suprapuse face posibilă aplicarea unor metode care măresc ritmul de dezvoltare a familiilor de albine iar în condiții corespunzătoare asigură depozitarea rezervelor de hrană și recolte de calitate superioară. La transport face posibilă aplicarea procedeelor moderne de paletizare iar albinele dispun de condiții corespunzătoare de existență.
La construcția stupului s-au păstrat dimensiunile caracteristice: 20 mm între fundul stupului și leațul de jos al ramei, 7,5 mm între rame și peretele stupului, 10 mm între ramele din corpul inferior și cele din corpul superior și 10 mm între leațul superior al ramei și podișor.
Stupul multietajat se compune din următoarele elemente:
- Fundul  este format dintr-o tăblie de scânduri cu grosimea de 20 mm încheiate în falț și montate într-o ramă pe care se așază laturile corpului. Dimensiunile fundului sunt e 550 x 420 x 60 mm. Prin așezarea corpului pe fund se formează în partea din față un urdiniș lung de 380 mm și înalt de 20 mm. Fundul fiind cu 60 mm mai lung decât corpul creează în partea din față o suprafață neacoperită care are rol de scândură de zbor.

- Corpul  este format din 4 pereți de scândură cu grosimea de 20 mm încheiați în țincuri. Dimensiunile interioare sunt de 450 x 380 x 245 mm. Pereții din față și cei din spate au la partea superioară pe toată lungimea un sanț oblic armat cu tablă zincată sau cositorită, pe care se sprijini umerii ramelor. La exterior pereții frontali au câte o scobitură care are rol de mâner (caz în care nu se montează separat un mâner).

- Podișorul  este o tăblie din scândură cu grosimea de 15 mm montată într-o ramă care creează pe o parte o suprafață plană iar pe cealaltă o adâncitură de 5 mm. Prin așezarea podișorului pe corp cu adâncitura deasupra ramelor se formează un spațiu gol de 13 mm în care se pot introduce plăci de zahăr sau turte de hrană. Pe una din laturi rama podișorului are un mic urdiniș prin care se elimină iarna vaporii de apă.

- Podișorul separator  are o construcție asemănătoare cu podișorul propriu-zis, deosebirea constând în faptul că tăblia are grosimea de 10 mm și în centru are o fereastră dreptunghiulară acoperită cu plasă de sârmă. Rama are pe trei laturi câte două urdinișe pe o parte și pe alta acoperite cu câte o bucățică de lemn în formă de pană. Acest podișor se folosește în cazul adăpostirii în același stup a două familii de albine sau a unei familii de bază și a unei familii ajutătoare.

- Rama de ventilație  asigură în timpul transportului o aerisire suficientă pentru familia de albine și în același timp nu permite ieșirea albinelor din stup. Pentru aceasta pe un cadru de lemn este fixată țesătura din sârmă zincată. Pe laturile longitudinale sunt montate două șipci de lemn cu secțiunea de 50 x 35 cm ale căror capete au câte o tăietură de 20 mm în care se fixează capacul. Între capac și cadrul pe care este fixată țesătura de sârmă zincată rămâne o fantă lată de 20 mm care asigură o circulație suficientă de aer.

- Hrănitorul  este format dintr-o ramă de lemn cu dimensiunile de 490 x 420 x 60 mm în interiorul căruia se află o tavă din tablă zincată cu două compartimente. Tava se sprijină pe două șipci fixate în scobiturile din pereții ramei. În fiecare compartiment sunt grătare de lemn care plutesc în sirop și susțin albinele în timpul hrănirii. Capacitatea maximă a hrănitorului este de 6 litri. Rama hrănitorului se poate așeza în timpul transportului între corpul superior și rama de ventilație pentru a forma un spațiu de refugiu pentru albine. De asemenea prin așezarea sa între fund și corp permite folosirea ramelor de cuib, cu dimensiunile de 435 x 300 mm.

- Capacul  se compune dintr-un cadru de lemn și o tăblie cu grosimea de 10 mm acoperite cu tablă galvanizată, îndoită pe părțile laterale pe o lățime de 20 mm. În interior capacul are montat patru șipci de sprijin între care este prevăzut un locaș pentru capătul tijelor și pentru piulițe fluture. Capacul se sprijină pe podișor lăsând un spațiu în care se pot așeza salteluțe, plăci de polistiren sau alte materiale izolante.

- Ramele  sunt cadre de lemn în care se fixează fagurii artificiali din ceară de albine care sunt crescuți formând fagurii cuibului sau fagurii pentru rezerve de hrană sau recoltă.

- Blocul de urdiniș  este executat dintr-o șipcă de lemn cu dimensiunile de 20 x 20 x 380 mm. Pe o latură are o adâncitură de 153 x 9 mm iar pe cealaltă latură o adâncitură de 50 x 9 mm adică două poziții de așezare, fiecare corespunzând la o dimensiune de trecere pentru albine.

- Închizătorul de urdiniș  este o șipcă e lemn cu secțiunea de 15 x 35 mm care are la capete câte un umeraș ce se sprijină pe marginile fundului și are rolul de a acoperi urdinișul la transport.

- Sistemul de împachetare  este format din două tije metalice cu secțiunea rotundă având diametrul de 7 mm, prevăzute la un capăt cu filet iar la celălalt cu o gaură de 2 mm diametru, două piulițe fluture, două plăcuțe din tablă de 2 mm și două șplinturi. Plăcuțele de tablă se fixează în scobiturile prevăzute în rama fundului. La împachetare tijele se introduc în găurile din elementele stupului până ce gaura cu diametrul de 2 mm din capătul nefiletat depășește placa de la fundul stupului. Se introduce apoi în gaură șplintul. În final se înșurubează piulița fluture până se strâng bine elementele stupului. Deasupra se așază capacul în poziție normală.

### Stupii orizontali
Reprezintă un adăpost pentru albine format dintr-o încăpere paralelipipedică în care ramele sunt așezate pe un singur rând. Părțile componente ale stupului sunt: corpul stupului, rama, podișorul, capacul, bara de fixare și echipamentul stupului.
La acest tip de stup cuibul se formează central pe mai multe rame. Lateral în stânga și în dreapta sunt așezate ramele pentru depozitarea rezervelor de hrană. Mărimea cuibului și crearea spațiului pentru depozitarea recoltei se face în direcție orizontală prin adăugarea de rame conform tehnologiilor de creștere.
Albinele depozitează nectarul începând cu partea superioară a ramelor iar în perioadele de cules abundent extind continuu această zonă și în celulele din care se nasc albinele, fapt care determină coborârea zonei de creștere a puietului. Simultan cu depozitarea nectarului trebuie să continue creșterea de puiet pentru a păstra potențialul familiei.
Spațiul necesar pentru ouatul mătcii, pentru creșterea puietului și pentru depozitarea rezervelor de hrană se creează prin adăugarea de rame, cu faguri crescuți sau rame cu faguri artificiali care sunt apoi crescuți de albine. Pentru producția de ceară se adaugă rame clăditoare.
La venirea iernii cuibul familiei de albine ocupă partea de jos a ramelor acolo unde fagurii sunt liberi de miere și pot oferi spațiul de creștere a puietului. În partea de jos a ramelor cu puiet și în ramele laterale de la marginea cuibului se află proviziile de miere și păstură. Pe măsură ce mierea se consumă în timpul iernii și în special primăvara, când familia de albine este în plină dezvoltare, spațiul ocupat cu provizii se restrânge în favoarea spațiului de creștere a puietului iar matca depune continuu ouă în spațiul eliberat asigurând astfel dezvoltarea familiei.
Stupul orizontal a fost standardizat în anul 1953, standardul de stup orizontal STAS 4170-53 a fost revizuit în următorii ani.

#### Stupul STAS 4170-75
Dimensiunile interioare sunt: 780 x 450 x 330 mm asigurând un volum util de 115,85 litri. Capacitatea stupului este de 20 de rame cu dimensiuni de 435 x 300 mm model Dadant.
- Corpul stupului  este o cutie paralelipipedică deschisă la partea superioară executată din cherestea de rășinoase, tei, plop sau alte esențe moi. Pereții corpului sunt încheiați în falț iar fundul este fixat în cuie, fapt care asigură o saliditate mare. Pereții laterali au grosimea de 30 mm. În partea de sus au un falț dublu pe care se sprijină umărul ramelor și respectiv podișorul.

- Urdinișele  de formă dreptunghiulară sunt situate pe peretele din față. Dimensiunile urdinișelor sunt de 300 x 20 mm raspectiv 150 x 20 mm. Fiecare urdiniș are scândură de zbor articulată care se poate rabate în sus pentru închierea acestuia la transport.

Pentru reducerea urdinișului sunt prevăzute blocuri reducătoare de urdiniș, adică două șipci paralelipipedice cu ajutorul cărora se reduce intrarea albinelor în funcție de temperatură, puterea familiei de albine, etc.
Acest tip de stup are greutatea relativ mare și volumul fix, fapt care limitează dezvoltarea familiei. Deseori apar situații când spațiul este prea mare pentru o singură familie sau prea mic pentru adăpostirea a două familii de bază sau a unei familii de bază și a uneia ajutătoare.
Distanța dintre leațul de jos al ramei și fundul stupului este de 20 mm, distanța dintre rame și pereți este de 7,5 mm iar distanța dintre leațul superios al ramei și podișor este de 10 mm.
- Capacul  este format din cadrul și tăblia superioară și este confecționat din cherestea de rășinoase, tei, plop sau alte esențe moi. Tăblia are la exterior o învelitoare de tablă care protejează stupul de intemperii. Capacul se montează pe peretele din față al corpului cu două balamale. În părțile laterale ale capacului sunt două deschideri pentru aerisire acoperite cu plasă de sârmă. Între podișor și tăblia capacului este un spațiu de refugiu pentru albine în timpul transportului.

- Podișorul  este format din șase scândurele cu dimensiunile de 484 x 130 x 10 mm care acoperă cuibul. În timpul transportului familiei, scândurile se strâng pachet și se fixează cu ajutorul barei de fixare.

- Ramele  sunt cadre de lemn în care se fixează fagurii artificiali din ceară de albine și sunt crescuți formând fagurii cuibului sau faguri pentru rezervele de hrană sau recoltă.

- Diafragmele  reprezintă echipamentul stupului și sunt în număr de două (diafragma pentru reducerea cuibului și diafragma separatoare).

Diafragmele sunt executate din rame de lemn groase de 15 mm în care sunt încadrate panouri de PFL. Diafragma separatoare are rolul de a diviza spațiul interior al stupului în două compartimente dând posibilitatea de a se adăposti două familii sau o familie de bază și una ajutătoare într-un stup.

## Componentele unui stup
- Capacul stupului
- Podisor Hranitor
- Magazin
- Corpul stupului (sau cuib)
- Fundul Stupului
- Dispozitivul de impachetare
- echipamentul stupului (rame pentru magazie  si cuib, bloc urdinis, diafragma)

## Tipuri de stup
In Romania se intalnesc 3 de modele de stup standartizate. In afara de aceste modele, exista o varietate de dimensiuni folosite de apicultori care si-au bricolat si adaptat de-a lungul timpului propriile modele de cutii si rame.

### Tipurile de stupi STAS in Romania
|                         | Multietajat (rama 3/4) | Vertical (rama 1/1) | Orizontal (rama 1/1) | Magazin (rama 1/2) |
| ----------------------- | ---------------------- | ------------------- | -------------------- | ------------------ |
| STAS                    | 8128-90                | 11383-91            | 4170-90              | 11383-91           |
| Grosime perete          | 20 mm / 25mm           | 20 mm               | 20 mm                | 20 mm              |
| Latime (ext/int)        | 490 mm / 450 mm        | 490 mm / 450 mm     |                      | 490 mm / 450 mm    |
| Lungime (ext/int)       | 420 mm / 380 mm        | 420 mm / 380 mm     |                      | 420 mm / 380 mm    |
| Inaltime (cu falț/fără) | 245 mm / 240 mm        | 310 mm              | 310 mm               | 170 mm             |

### Ramele tip STAS in Romania
|          | Rama 3/4 | Rama 1/1 | Rama 1/2) |
| -------- | -------- | -------- | --------- |
| Inaltime | 230 mm   | 300 mm   | 160 mm    |
| lungime  | 470 mm   | 470 mm   | 470 mm    |
| latime   | 37 mm    | 37 mm    | 37 mm     |

### Stup multietajat
STAS 8128-9i00089789787p

### Stup vertical cu magazin
STAS 11383-91

### Stup orizontal
STAS 4170-90